# Antaifasy
Antaifasy (malagasy für „Volksstamm aus dem Sand“) ist ein kleiner Volksstamm (Foko) von Waldbauern in Madagaskar. Das Siedlungsgebiet der Antaifasy erstreckte sich vor dem 19. Jahrhundert auf den Südosten der Insel in der Gegend von Farafangana, in den 1830er Jahren wurden jedoch viele Antaifasy auf den Plantagen der Ostküste versklavt.
Die Antaifasy haben sich wahrscheinlich vor einigen 100 Jahren als eigenständige Gruppe von den Sakalava der Westküste abgesplittert. Sie leben nach einem sehr strengen Moralkodex. Ihre Clans haben noch heute ihre eigenen Fürsten und Könige. Durch strenge Fady grenzen sie sich von den anderen Volksgruppen stark ab. Ihre kollektiven Begräbnisstätten liegen im Walde.

## Belege
1. ↑  Larson, Pier M. 1996. “Desperately Seeking 'the Merina' (Central Madagascar): Reading Ethnonyms and Their Semantic Fields in African Identity Histories.” Journal of Southern African Studies 22:541-560, S. 549.
2. ↑  Campbell, Gwyn. 1991. “An Industrial Experiment in Pre-Colonial Africa: The Case of Imperial Madagascar, 1825-1861.” Journal of Southern African Studies 17:525-559, S. 534.